# Mimastra procerula
Mimastra procerula là một loài bọ cánh cứng trong họ Chrysomelidae. Loài này được Zhang, Yang, Cui & Li miêu tả khoa học năm 2006.